# Batalla de Landen
La batalla de Landen, o de Neerwinden, tuvo lugar en el marco de la guerra de los Nueve Años, el 29 de julio de 1693, entre el ejército francés, dirigido por el mariscal de Luxemburgo, y las fuerzas aliadas al mando de Guillermo de Orange, Rey de Inglaterra. En terrenos del actual municipio belga de Landen.

## Preludio
La guerra de los Nueve Años, conocida como guerra de la Liga de Augsburgo por los franceses y guerra de sucesión del Palatinado (Pfälzsischer Erbfolgekrieg) o de Orleans por los alemanes, comenzó en los últimos meses de 1688 con una ofensiva francesa en el Rin con la que Luis XIV espera alcanzar ventajas decisivas. Con tal fin ocupa los obispados de Colonia y Lieja y devasta el Palatinado para que no sirva de base al Sacro Imperio Romano, lo que levanta una gran indignación en Alsacia.
Al mismo tiempo Guillermo de Orange expulsa a Jacobo II del trono de Inglaterra y lo sustituye. El 22 de marzo de 1689, Luis XIV ayuda a Jacobo II a desembarcar en Irlanda donde los católicos le apoyan. El 3 de abril toma Dublín pero al año siguiente tiene que huir al caer estrepitosamente en la batalla de Boyne.
A la rápida victoria francesa esperada por Luis XIV le sucede una guerra larga y difícil. En los Países Bajos se abre un frente en el que el mariscal de Luxemburgo obtiene una brillante victoria en la batalla de Fleurus. Al año siguiente Luix XIV y Vauban asedian y toman Mons y Namur.
Es entonces cuando Guillermo III inicia una tentativa para invadir Francia desde el norte, pero es frenado en la batalla de Steinkerque por el Mariscal de Luxemburgo. Al año siguiente lo vuelve a intentar y los dos ejércitos se encuentran en Neerwinden.

## Disposición y fuerzas de los ejércitos
Las tropas francesas estaban formadas por unos 75 000 hombres (alrededor de 190 escuadrones de caballería, 90 batallones de infantería y dos regimientos de artillería).
Las fuerzas aliadas comprendían 50 000 hombres (142 escuadrones de caballería y 64 batallones de infantería, incluyendo los Tercios Zúñiga y Mancheño).
. 

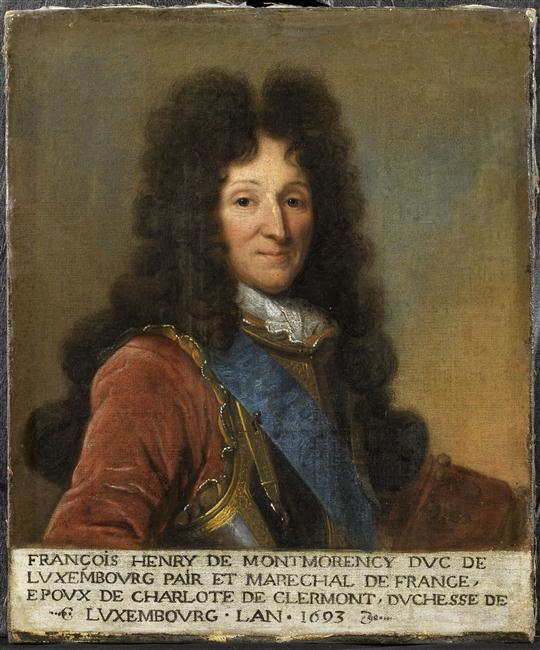
Retrato del Mariscal de Luxemburgo

El Príncipe de Orange dispuso sus tropas en una fuerte posición defensiva. Ocupaba el pueblo de Neerwinden el centro del ejército aliado y a sus lados las trincheras evitaban que las fuerzas fueran rodeadas. A su izquierda estaba el arroyo de Landen y su flanco derecho se apoyaba en el río Gecte y estaba cubierto hasta Neerwinde por un seto por el que solo podían pasar soldados en fila de a uno, facilitando mucho su defensa. Además todo el frente estaba protegido por más de cien piezas de artillería.
El Mariscal de Luxemburgo llegó a la vista del campo enemigo a las tres de la tarde con su ala derecha de caballería. El resto de sus tropas no llegaron hasta media noche.
El Mariscal de Luxemburgo envió cuatro batallones a desalojar el flanco izquierdo aliado, el cual estaba arropado en el arroyo Landen, poco después de la media noche, y el Príncipe de Orange desatendió la zona, por lo que después de tomar las posiciones, el Mariscal de Luxemburgo pudo posicionar en la zona 40 batallones a la izquierda del Landen frente a la izquierda enemiga, que estaba formada por infantería atrincherada. La caballería, al no tener espacio detrás, se situó frente al Landen con la derecha apoyada en el Romsdorff y la izquierda sobre el Loo.
El Mariscal de Luxemburgo formó el ala derecha de la siguiente forma: La caballería estaba formada sobre un lugar conocido como Santa Gertrudis, y dieciséis escuadrones de dragones se colocaron encima del arroyo Landen frente a la caballería aliada. El centro francés estaba formado por líneas de infantería y caballería y empezó a moverse entre las cinco y las seis de la mañana.

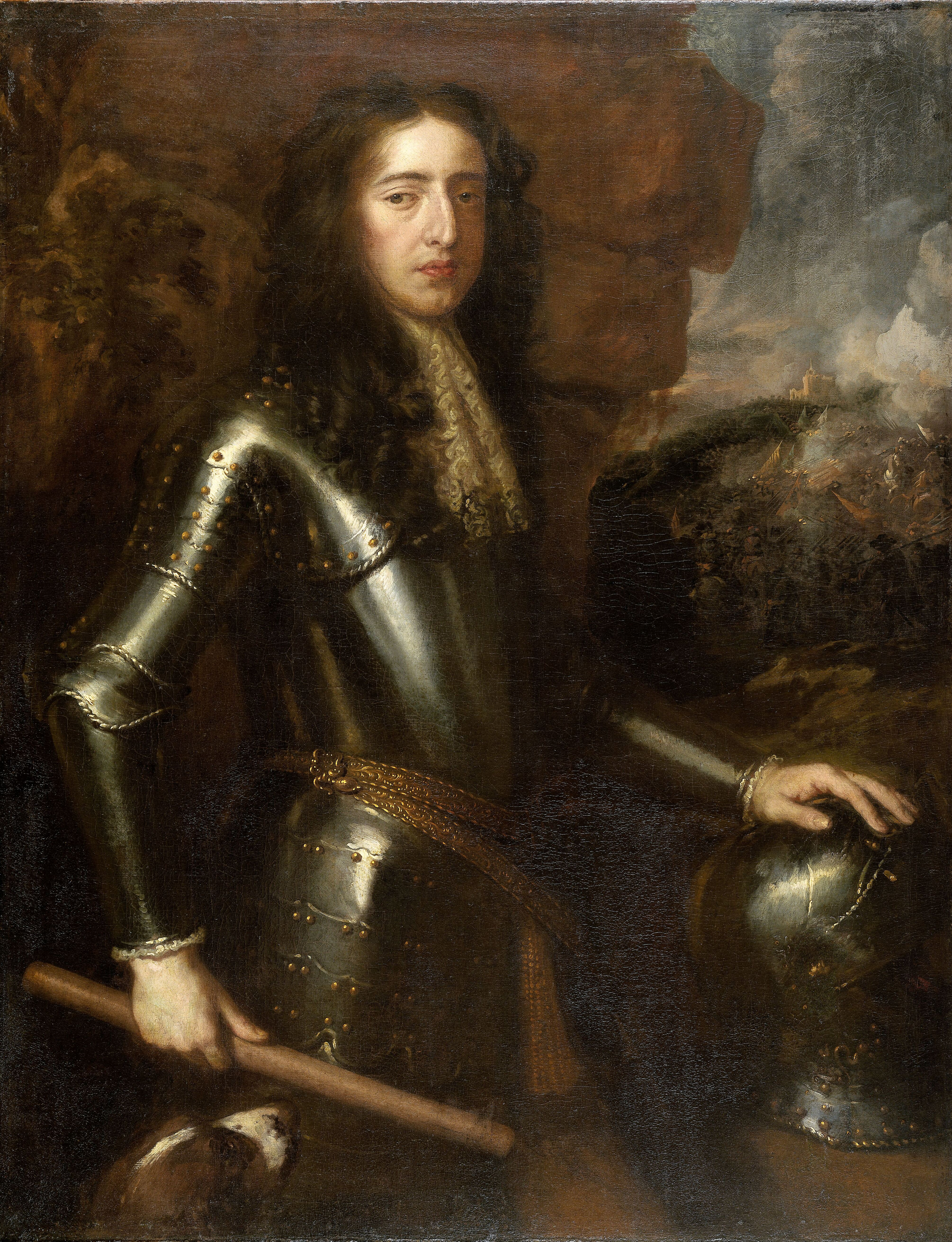
Retrato de Guillermo III de Orange, obra de Willem Wissing

El flanco izquierdo francés estaba formado por dos líneas de infantería, que atacó Neerwinde, y por caballería, que se colocó extendiéndose hasta el Gecte frente a la derecha de los aliados.

## La batalla
El combate comenzó hacia las diez de la mañana con el ataque sobre Neerwinden, y el pueblo fue tomado con relativa facilidad, pero un contraataque efectuado por el ala izquierda aliada volvió a expulsar las tropas francesas. Las tropas arrojadas de Neerwinden volvieron a cargar y se apoderaron de nuevo del pueblo pero volvieron a ser expulsadas por las mismas tropas de la izquierda aliada.
El Mariscal de Luxemburgo había dado orden de atacar el ala izquierda aliada para evitar que las tropas de ese lado ayudaran al centro aliado, pero el oficial de esta ala no hizo caso a las órdenes del general, por lo que el final de la batalla se prolongó.
El Mariscal de Luxemburgo, cogiendo tropas del ala derecha, volvió a atacar Neerwinden y se apoderó del pueblo. Las tropas del ala izquierda aliada salieron a atacar a las tropas francesas, pero esta vez la caballería del ala derecha francesa, al mando del Marqués de Feuquieres, atacó en el momento en el que la infantería aliada ya había salido y se encontraba a una distancia tal que era imposible que volviese a su atrincheramiento antes de que llegasen a ellas las tropas francesas.
La infantería aliada, viéndose incapaz, formó un cuadrado defensivo con sus nueve batallones y se preparó para resistir a la caballería francesa.
El Príncipe de Orange, ignorando que su izquierda estaba siendo arrollada, envió a su derecha a atacar Neerwinden. El Mariscal de Luxemburgo atacó entonces el ala derecha aliada y pudo derrotarla, de modo que la izquierda y derecha quedaron en manos de los franceses.
La caballería aliada -que se había situado frente al Landen- viendo la batalla perdida, se retiró. Las tropas francesas penetraron más allá de los atrincheramientos del ala izquierda y derecha aliada y, dueños como eran de la zona central, las tropas aliadas no tuvieron otra opción que huir.

## Consecuencias
La batalla, a pesar de ser una rotunda victoria francesa, fue costosa para ambos bandos. Los franceses perdieron 9000 hombres, mientras que los Aliados tuvieron 19 000 bajas, más del doble. Pese a todo, no fue una victoria absoluta de los franceses, ya que permitieron que Guillermo de Orange escapara con parte de su ejército.
Entre las bajas del lado francés destacan:
- Patrick Sarsfield, I duque de Lucan, falleció de una herida en el pecho.
- El Duque de Berwick fue tomado preso en el primer asalto.
- El Príncipe de Contí fue herido ligeramente.
- Ambos hijos del Mariscal de Luxemburgo fueron heridos. El propio Mariscal fue herido ligeramente y su hijo menor perdió una pierna.
Entre las bajas del bando aliado destacan:
- James Butler, II duque de Ormonde, que estuvo a punto de perder la vida y que solo sobrevivió porque el soldado que le iba a matar vio un gran diamante en su mano, por lo que decidió que valía más vivo que muerto.
- Henri de Massue, I conde de Galway, fue herido y hecho prisionero, pero como era francés, pudo huir tras la confusión de la victoria.